# Project Access
Project Access ist eine Non-Profit-Organisation und eine eingetragene Wohltätigkeitsorganisation in Großbritannien (Charity Nr. 1190102), die unterprivilegierten Studenten hilft, sich an Top-Universitäten in Großbritannien und den USA zu bewerben. Sie wurde 2016 von den Absolventen der Oxford University, Rune Kvist und Anna Gross, die heute Geschäftsführerin (CEO) ist, mitbegründet. Project Access hat mehr als 160 Freiwillige und 2700 Mentoren auf der ganzen Welt.

## Länder
Die Organisation ist in mehreren Ländern mit länderspezifischen Teams vertreten:
- Brasilien
- Dänemark
- Deutschland
- Finnland
- Frankreich
- Hongkong
- Italien
- Kanada
- Niederlande
- Österreich
- Pakistan
- Polen
- Schweden
- Singapur
- Spanien
- Vereinigtes Königreich

## Ansatz
Ziel der Organisation ist es, die Rahmenbedingungen für Studienbewerber zu vereinheitlichen, um allen Bewerbern einen gleichberechtigten Zugang zu den verfügbaren Ressourcen zu ermöglichen und ihnen den Zugang zu Spitzenuniversitäten zu erleichtern. Potenzielle Studierende werden über ein Mentor-Matching-System an Mentoren vermittelt, die ihnen dann bei der Bewerbung mit Rat und Tat zur Seite stehen. Mentoren nutzen verschiedene Tools, wie E-Mails, um die Studenten an anstehende Bewerbungsfristen zu erinnern, verschiedene informative Vorträge und Workshops. Darüber hinaus haben alle Mentees Zugang zu einer Online-Wissensdatenbank mit Hinweisen zu allem, was ein Bewerber während des Bewerbungsprozesses wissen muss. Die Mentoren sind alle Universitätsstudenten, die derzeit Top-Universitäten, wie die University of Oxford, die London School of Economics und die Harvard University, besuchen.

## Finanzierung
Project Access wird über verschiedene Kanäle finanziert, insbesondere durch Partnerschaften, darunter Unternehmen und Organisationen, wie die Boston Consulting Group (BCG), das World Economic Forum und die McCall MacBain Foundation, sowie akademische Einrichtungen, wie die University of Cambridge.
Die Organisation gewann außerdem 72.000 US-Dollar bei den Londoner Creator Awards 2017, bei denen Unternehmen, die „die Welt verändern“, Mittel erhalten, um auf ihren Projekten aufzubauen.